# Szabolcs-Szatmár-Bereg vármegyei 6. sz. országgyűlési egyéni választókerület
A Szabolcs-Szatmár-Bereg vármegyei 6. sz. országgyűlési egyéni választókerület egyike annak a 106 választókerületnek, amelyre a 2011. évi CCIII. törvény Magyarország területét felosztja, és amelyben a választópolgárok egy-egy országgyűlési képviselőt választhatnak. A választókerület nevének szabványos rövidítése: Szabolcs-Szatmár-Bereg 06. OEVK. Székhelye: Nyírbátor

## Területe
A választókerület az alábbi településeket foglalja magába:
1. Balkány
2. Bátorliget
3. Biri
4. Bököny
5. Encsencs
6. Érpatak
7. Fábiánháza
8. Geszteréd
9. Kállósemjén
10. Kisléta
11. Máriapócs
12. Mérk
13. Nagykálló
14. Nyírbátor
15. Nyírbéltek
16. Nyírbogát
17. Nyírcsászári
18. Nyírderzs
19. Nyírgelse
20. Nyírgyulaj
21. Nyírkáta
22. Nyírlugos
23. Nyírmihálydi
24. Nyírpilis
25. Nyírvasvári
26. Ömböly
27. Penészlek
28. Piricse
29. Pócspetri
30. Szakoly
31. Terem
32. Újfehértó
33. Vállaj

## Országgyűlési képviselője
| Név              | Párt                                         | Párt        | Terminus | Megjegyzés                                   |
| ---------------- | -------------------------------------------- | ----------- | -------- | -------------------------------------------- |
| Dr. Simon Miklós |                                              | Fidesz-KDNP | 2014 –   | A 2014-es országgyűlési választás eredménye: |
| Dr. Simon Miklós | A 2018-as országgyűlési választás eredménye: | Fidesz-KDNP | 2014 –   |                                              |
| Dr. Simon Miklós | A 2022-es országgyűlési választás eredménye: | Fidesz-KDNP | 2014 –   |                                              |

## Demográfiai profilja
| Iskolai végzettség                | Iskolai végzettség               | Iskolai végzettség | Iskolai végzettség | Iskolai végzettség |
| --------------------------------- | -------------------------------- | ------------------ | ------------------ | ------------------ |
|                                   |                                  |                    |                    | fő                 |
| Általános iskolát nem végezte el  | Általános iskolát nem végezte el |                    | 3339               | 3339               |
| Általános iskola                  | Általános iskola                 |                    | 21886              | 21886              |
| Szakmunkás                        | Szakmunkás                       |                    | 17036              | 17036              |
| Érettségi                         | Érettségi                        |                    | 19481              | 19481              |
| Diploma                           | Diploma                          |                    | 7304               | 7304               |
| A 2022. évi népszámlálás szerint. |                                  |                    |                    |                    |

A Szabolcs-Szatmár-Bereg vármegyei 6. sz. választókerület lakónépessége 2022. október 1-jén 86 989 fő volt. A 2011-es és a 2022-es népszámlálás között 6003 fővel csökkent a választókerület lakosság száma. A választókerületben a korösszetétel alapján a legtöbben a középkorúak élnek 29 740 fővel, míg a legkevesebben az időskorúak 14 137 fővel. A választókerület lakosságának a 78,7%-nál van internet elérési lehetőség.
A legmagasabb befejezett iskolai végzettség szerint az általános iskolai végzettséggel rendelkezők élnek a legtöbben 21 886 fő, utánuk a következő nagy csoport az érettségizettek 19 481 fővel.
Gazdasági aktivitás szerint a lakosság közel fele foglalkoztatott 38 333 fő, második legjelentősebb csoport az inaktív keresők, akik főleg nyugdíjasok 19 913 fővel.
A választókerület legjelentősebb nemzetiségi csoportja a cigány 3109 fő, illetve a német 394 fő. Magyar állampolgársággal nem rendelkező külföldi állampolgárok aránya 0,4%.
Vallási összetétel szerint a választókerületben lakók legnagyobb vallása a görögkatolikus (16 399 fő), valamint jelentős közösség még a református (13 819 fő). A vallási közösséghez nem tartozók száma szintén jelentős (2719 fő), a választókerületben a negyedik legnagyobb csoport a görögkatolikus, a református és a római katolikus vallás után.

## Országgyűlési választások

### 2014
A 2014-es országgyűlési választáson az alábbi jelöltek indultak:

### 2018
A 2018-as országgyűlési választáson az alábbi jelöltek indultak: